# Björken och stjärnan

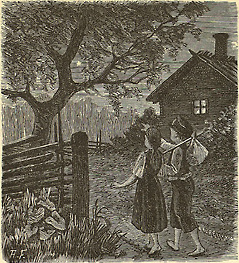
Björken och stjärnan. Illustration ur den finska översättningen Koivu ja tähti från 1893.

Björken och stjärnan är en saga av Zacharias Topelius, vilken publicerades första gången 1852 i fjärde häftet av Sagor och kom 1867 att ingå i tredje delen av  Läsning för barn, Björken och stjärnan handlar om två barn som under stora ofreden blir bortförda till Ryssland. Efter många vedermödor återkommer de emellertid helskinnade hem.